# リエンチェウ区
リエンチェウ区（リエンチェウく、ベトナム語：Quận Liên Chiểu / 郡蓮沼）は、ベトナム社会主義共和国のダナン市に存在する区 (郡)。

## 行政区画
リエンチェウ区は5の坊を有する。
- ホアミン坊（Hòa Minh / 和明）
- ホアカインナム坊（Hòa Khánh Nam / 和慶南）
- ホアカインバク坊（Hòa Khánh Bắc / 和慶北）
- ホアヒエップナム坊（Hòa Hiệp Nam / 和協南）
- ホアヒエップバク坊（Hòa Hiệp Bắc / 和協北）